# Русские в Финляндии
Русские в Финляндии (фин. Suomen venäläiset, швед. Finlandsryssar) — третья по величине этническая община страны после финнов и шведов численностью более 93 тыс. чел (по оценке 2022 года) или 1,7 % населения страны. Родной язык — русский. Русское население имеет давнюю историю на территории Финляндии — страны со сложным и многообразным демографическим, миграционным и социально-политическим развитием. Характерно разделение на старую (переселенцы и их потомки до 1920-х годов) и новую русские общины (переселенцы с начала 1990-х годов). В настоящее время увеличивается экономическое и культурное влияние русскоязычной общины на жизнь Финляндии. Ряд муниципалитетов выдвигал предложение ввести в их школах преподавание русского языка вместо шведского.
Всего по состоянию на конец 2020 года на постоянной основе в Финляндии проживало 432 847 человек, чей родной язык — не финский, шведский или саамский. Это примерно 8 % от всего населения страны. Русскоязычная группа, которая заняла первое место в этом списке, насчитывала 93 535 (2022 год) человек.
Вместе с тем в сентябре 2012 года Комиссар Совета Европы по правам человека Нилс Муйжниекс в своём докладе отмечал, что Финляндия должна усилить борьбу с дискриминацией русскоязычных (так же, как сомалийцев и цыган) в первую очередь в области трудоустройства. В ответ на это 10 октября 2012 года правительство Финляндии объявило о создании Фонда поддержки в стране русской культуры. Согласно некоторым оценкам, среди коренных жителей Финляндии якобы наблюдается заметная неприязнь по отношению к русскоязычным.
На 2014 год 21 513 человек, проживающих в Финляндии, обладали двойным российско-финским гражданством (в 2011 году таковых было ≈ 17 тысяч). В январе-июне 2013 года граждане России были на первом месте по числу запросов о предоставлении вида на жительство в Финляндии — 1832 человек (из Индии — 951; Китая — 687).
С 2018 года исследователи из проекта CHARM (Care, Health and Ageing of Russian-speaking Minority in Finland) собирают впечатления русскоязычных людей старшего поколения о предоставляемых государством услугах социальной сферы и здравоохранения.

## История
Проникновение первых русских переселенцев на территорию Финляндии датируется ещё XIII—XV веками, когда снаряжением исследовательских экспедиций в регион занималась Новгородская республика. Таким образом, северо-западный регион России в целом издавна был зоной контакта славянских и прибалтийско-финских племен. Примечательно, что русское население, хоть и немногочисленное, продолжало оставаться и проживать по соседству с автономными финно-угорскими племенами (финны, эстонцы, карелы) на территории, отошедшей к Шведскому королевству и после Столбовского договора 1617 года, когда Балтийское море фактически превратилось в «Шведское озеро». И всё же основная масса Финляндии входила в состав Шведского королевства на протяжении почти 700 лет.
Открытие «окна в Европу» для России в результате Северной войны 1700—1721 гг. приостановила процесс постепенной шведизации региона, а основание Петербурга привели к заселению Ингерманландии русскими крестьянами-переселенцами из внутренних губерний, где они составили большинство (72,3 %) населения к началу XIX века . В 1743 году территория Финляндии полностью контролировалась Российской империей, однако по Абоскому договору к ней отошли частично территории Южной и Восточной Финляндии. Окончательно вся территория Финляндии попала под Российскую империю гораздо позднее — в 1809 г. и до 1917 года Финляндия стала Великим Княжеством.

### Особенности поселения

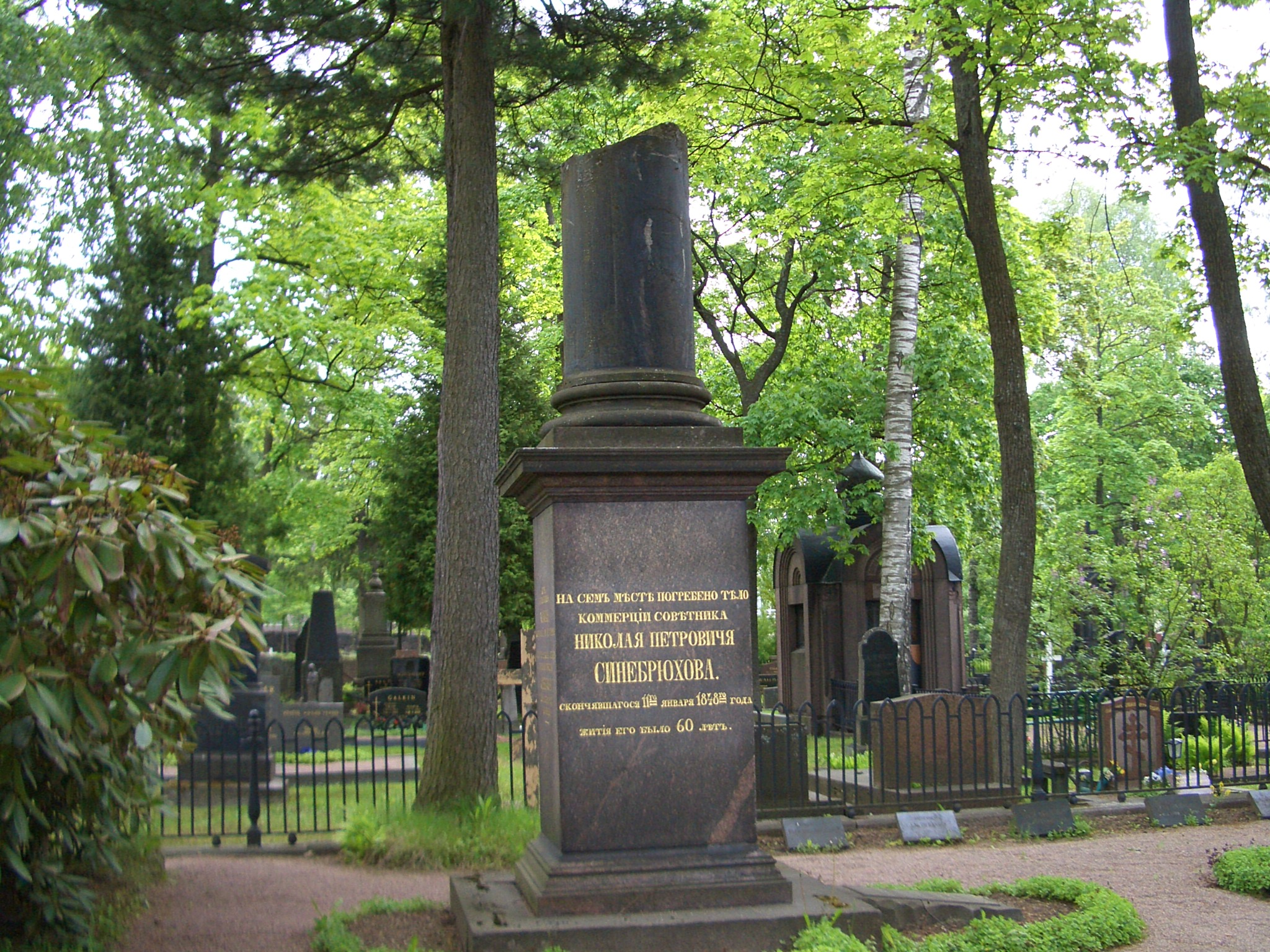
Могила коммерции советника Н. П. Синебрюхова (1788—1848), видного гельсинфорсского предпринимателя, на православном кладбище в Хельсинки

От Российской империи Финляндия получила особый статус Великого княжества Финляндского, что означало значительную внутреннюю автономию. Территория сохранила два официальных языка прежней эпохи — доминирующий на письме шведский и преобладающий в устной речи финский. Массовой миграции этнических русских в Финляндию не произошло, вероятно, по причине её особого статуса, а также своеобразной языковой ситуации, необходимости получения особых разрешений для поселения, относительной заселённости прилегающих территорий, в том числе притяжение столицы империи — Санкт-Петербурга, который вобрал в себя практически весь русский миграционный поток из центральных губерний империи.

### Переселенцы первой волны
Небольшое количество русских поселенцев первой волны всё же проникло в Финляндию 1809—1917 гг. Первыми были группы русских крепостных крестьян вслед за своими хозяевами, осевших на территории Карелии, тогда ещё административно входившей в состав Финляндии. Лишь небольшое количество русских получило правительственный вид на жительство на территории других районов Финляндии. В основном это были купцы, царские чиновники, представлявшие административный аппарат империи, военные, православные священники. К моменту провозглашения независимости в 3-миллионной Финляндии постоянно проживало лишь около 6 тыс. русских (0,2 % населения страны, при этом шведы составляли 12,9 % населения страны). Тем не менее, некоторые слова в финском языке сохраняют следы той эпохи в виде хорошо интегрированных заимствований из русского языка. 
Присутствие русских было наиболее значительным в прибрежных городах юга страны — в Хельсинки и Выборге. Именно в г. Выборг наблюдалась наибольшая концентрация русских в дореволюционной Финляндии — 6,5 % населения города (3250 чел. или 60 % всех русских дореволюционной Финляндии), шведов в городе насчитывалось 10 %, финнов — 81 %, немцев и прочих — 2,5 %. Впоследствии, после Зимней войны 1940 г. территория части Карелии вместе с Выборгом переходят к РСФСР. На территорию Финляндии эвакуируются все жители, в том числе русские из Выборга.

### Переселенцы второй волны
Особенно велик их наплыв был в послереволюционный период 1920-х гг., после того как Финляндия провозгласила независимость 6 декабря 1917 года и дистанцировалась от Советской России. Большинство политэмигрантов и их потомков осело в городах юга страны: Выборге, Хельсинки и Турку.
В 1922 г. в Финляндии наблюдался первый пик российского послереволюционного присутствия: официально зарегистрированных 33,5 тыс. бывших российских граждан (1,1 % населения), судьба которых сложилась по-разному. Свыше 2/3 из них в скором времени эмигрировали в другие страны — в первую очередь во Францию или в США, а значительная часть оставшихся вступила в межнациональные браки с финнами и, реже, со шведами.
В настоящее время лишь от 2,5 до 5 тысяч русских первой-второй волны сохраняют свою идентичность.

### Переселенцы третьей волны
К переселенцам третьей волны главным образом относится группа ингерманландцев из РФ и Эстонии. Президент Мауно Койвисто весной 1990 г. издал указ, по которому ингерманландцы могли считаться «возвращенцами». Законодательно это было отражено в финских законах в 1993 г. Нерегулируемый поток возвращенцев был ограничен в 1996 году законом, уточнившим критерии финского происхождения. Позже была введена система очереди, продвижение в которой предполагало знание финского языка. В настоящее время право на поселение предполагает сдачу экзамена-теста по системе IPAKI, на уровне не ниже A2. Экономический подъем в РФ и Эстонии способствовало тому, что половина ингерманландцев осталась вне этой очереди. Чтобы получить право на жительство, нужно доказать, что возвращенец сам, один из его родителей или два прародителя отмечены в документах как финны. Также лица, вывезенные в Финляндию во время Второй мировой войны или служившие в финской армии, могут получить вид на жительство без языковых тестов. Количество въехавших в Финляндию с 1990-х годов ингерманландцев свыше 25 000, но неизвестно количество въехавших в первый год.
В редких случаях Финляндии предоставляет политическое убежище для диссидентов из России. К концу сентября 2013 года был подан 201 запрос от граждан России, по которым было выдано 55 положительных решений.
В 2013 году среди солдат срочной службы в вооружённых силах Финляндии из 800 человек с двойным гражданством 20 % составляли русскоязычные призывники.
Сохранение русского языка среди детей трудовых мигрантов в русских семьях в числе приоритетных направление, в отличие от семей других иностранцев.

## Безработица среди русскоязычных
По состоянию на 2010 год безработица среди русских составила 28 % (среди финнов — 8,7 %), а лидирующие позиции по безработице в Финляндии занимают иммигранты из Сомали, Ирака и Афганистана — более 50 %. Исследование 2019 года показало, что обладателю русского имени и фамилии труднее найти работу, чем с финскими или английскими, но проще, чем с иракскими и сомалийскими.
В 2013 году зафиксирован случай, когда предприниматели русского происхождения из фирмы «Мотель Рованиеми», подвергали дискриминации и увольнению русских работников.

## Недвижимость россиян в Финляндии
В 2008 году в Финляндии отмечался рост покупок россиянами дачных коттеджей. В сравнении с местным рынком, количество покупок было невелико: 190 сделок с россиянами против 1200 — с финнами. За покупку в 2008 году российские покупатели в среднем платили €250 тыс., финны — €83 тыс.. По закону иностранный владелец собственности может проживать в стране лишь 180 дней в году, является лишь туристом.
Исследование, проведённое в 2013 году Университетом Восточной Финляндии, показало, что число покупок недвижимости россиянами снизилось и составило за год лишь 400 объектов, а в 2014 году наметился рост продаж россиянами своей собственности в Финляндии. В 2015 году ряд участков в Сарвиниеми, в районе озера Сайма, принадлежащих россиянам, по требованию Министерства обороны Финляндии были выкуплены Управлением лесного хозяйства Финляндии.
В 2013 году частный инвестор из России Анатолий Новиков покупкой за €13 млн охраняемого государством каменного дома в районе Кайвопуйсто, поставил для Финляндии рекорд по цене квадратного метра жилплощади — €40,3 тыс..

## Правозащитные организации для русскоязычных в Финляндии
Граждане и резиденты Финляндии российского происхождения в январе 2024 года основали правозащитное и лоббистское Александровское общество в ответ на полное закрытие российской границы правительством Финляндии.  